# الوبرنهاو
شهر الوبرنهاو (به آلمانی: Olbernhau) در ایالت زاکسن در کشور آلمان واقع شده‌است.